# Плейоспілос
Плейоспілос (Pleiospilos N.E.Br.) — рід багаторічних сукулентних рослин з родини аїзових (Aizoaceae).

## Етимологія

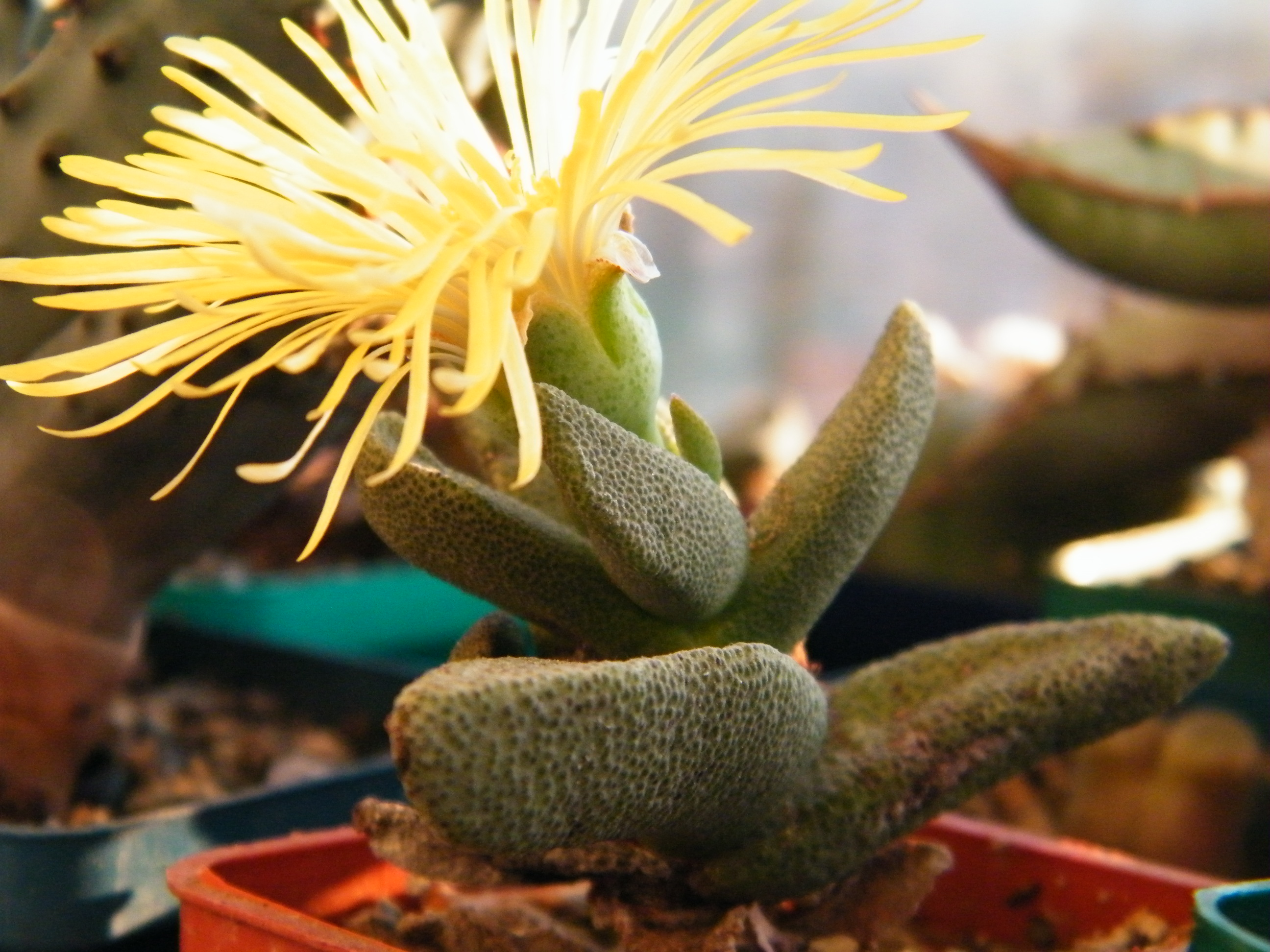
Квітучий плейоспілос Балуса (Pleiospilos bolusii) у київській квартирі

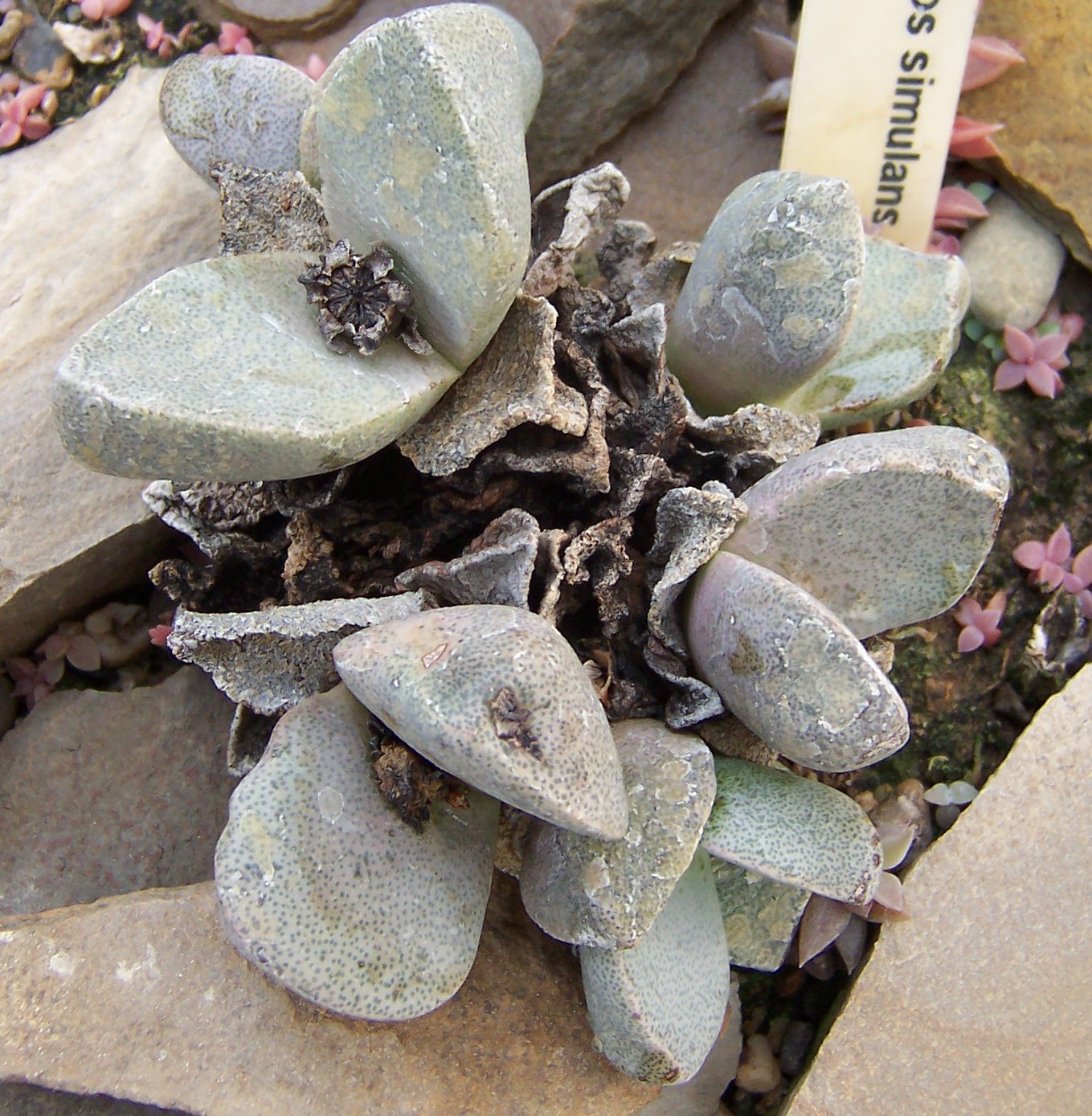
Pleiospilos simulans у ботанічній колекції Кельнського університету

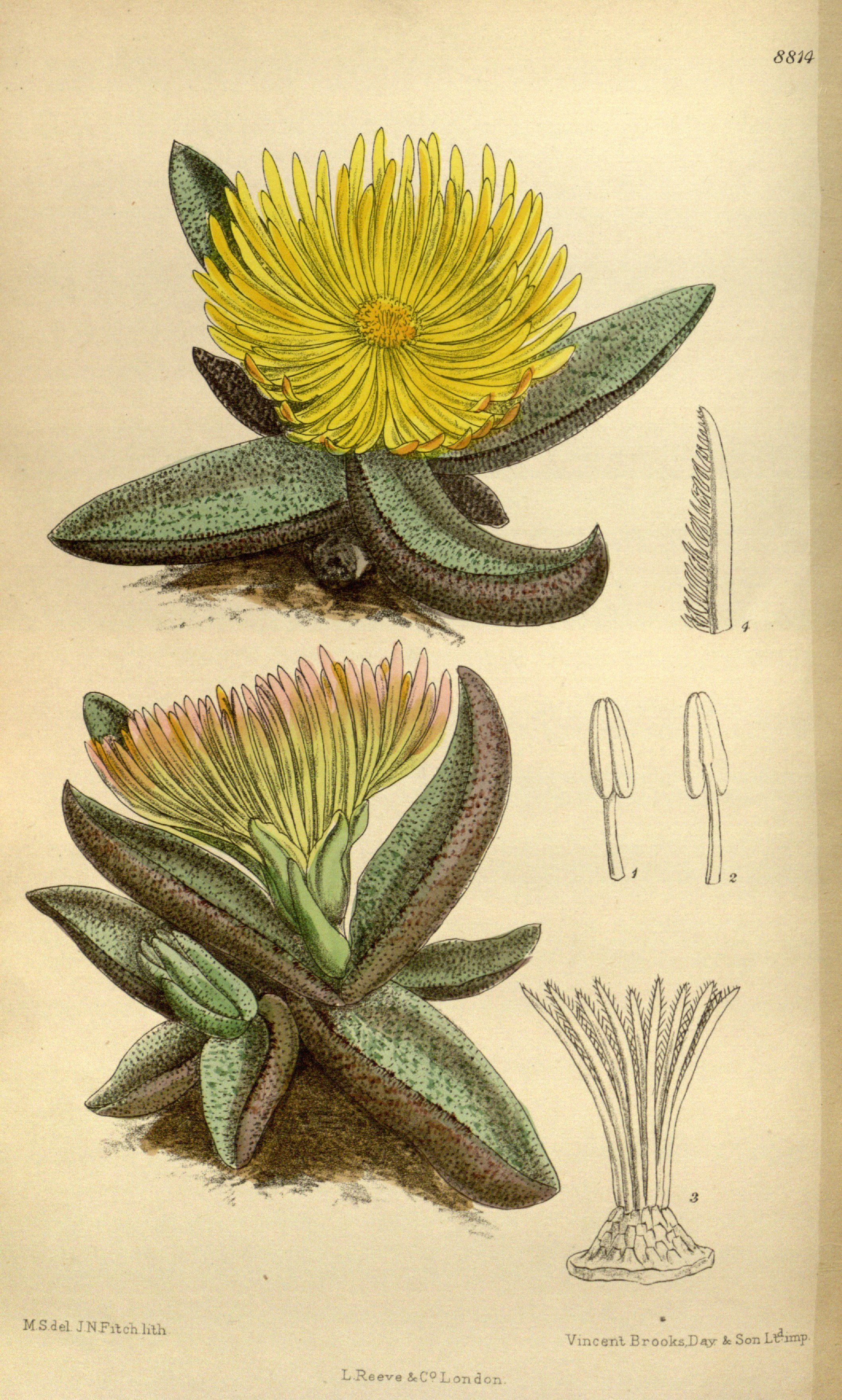
Ботанічна ілюстрація Mesembryanthemum nobile (нині Pleiospilos compactus subsp. canus H.E.K.Hartmann & Liede 1919 року в ботанічному журналі «Curtis's Botanical Magazine», London., vol. 145 [= ser. 4, vol. 15]: Tab. 8814

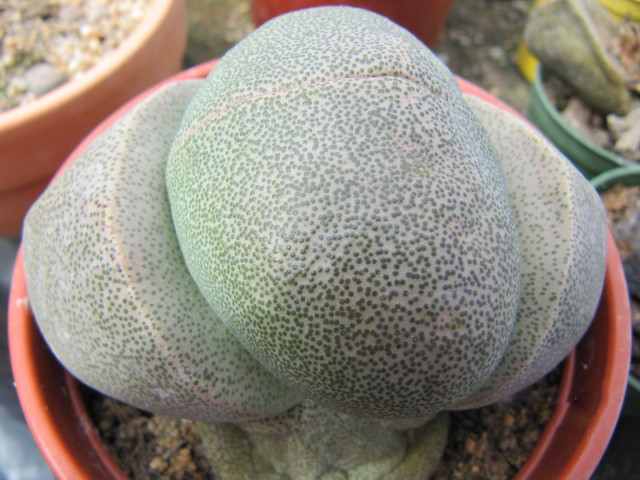
Pleiospilos nelii

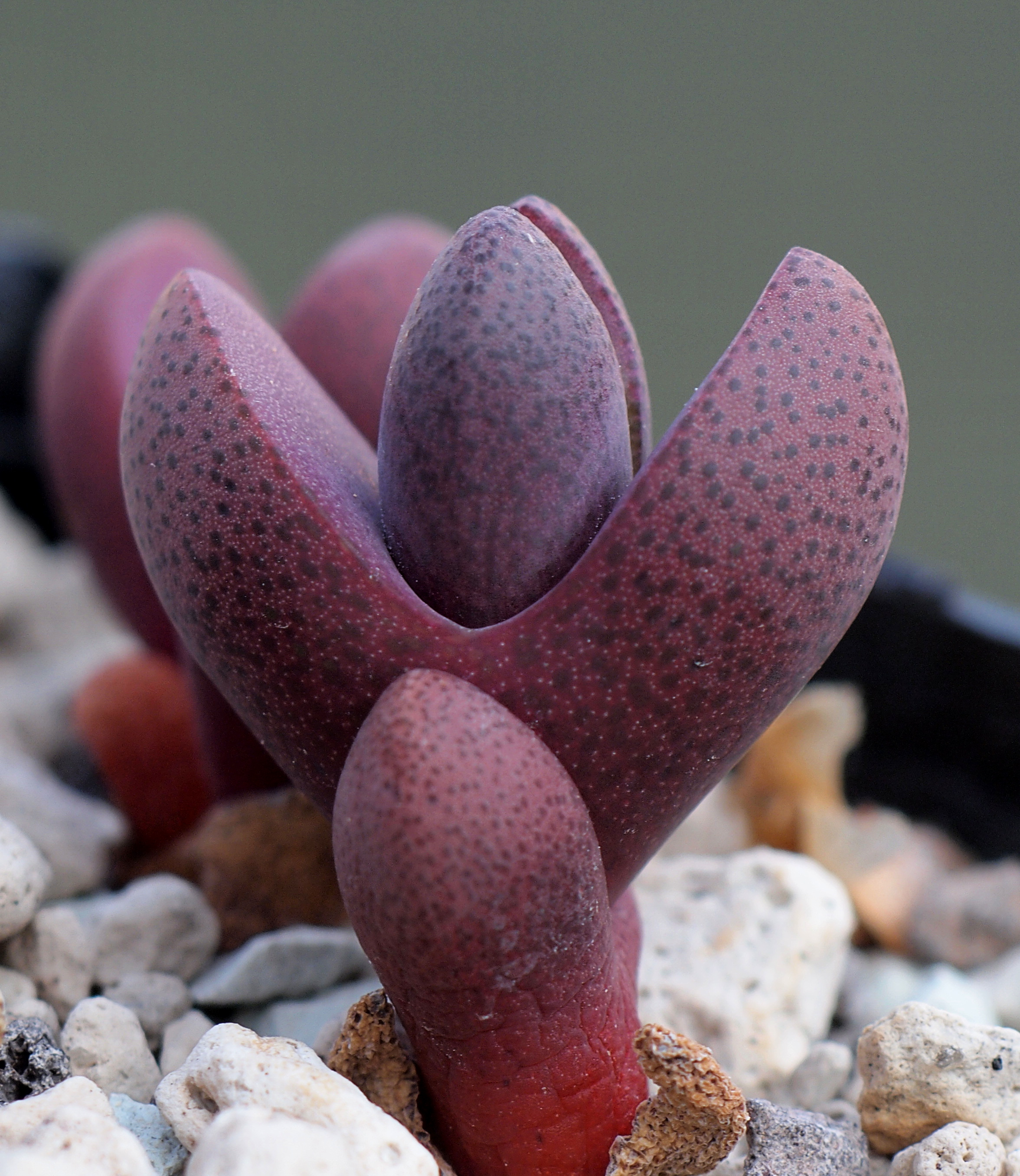
Pleiospilos nelii 'Royal Flush

Родова назва цієї рослини походить грецьких слів pleios — «весь» і spilos — «крапка». Це пов'язано із зовнішнім виглядом рослин цього роду, що вкриті безліччю темніших ніж інша поверхня листа крапок.
У природі плейоспілоси, що дуже нагадують каміння, часто ростуть серед уламків граніта, практично зливаючись з ними, за що отримали назву «живий граніт».

## Історія та систематика
Рід був описаний у 1925 році англійським ботаніком Ніколасом Брауном.
До роду включали до 30 видів. У 1986 році німецька дослідниця родини аїзових Гайдрун Гартманн виконала ревізію роду, згідно з якою Pleiospilos ділиться на 2 підроди:
- Підрід Pleiospilos N.E.Br.
  - Pleiospilos bolusii (Hook.f.) N.E.Br.
  - Pleiospilos nelii Schwantes
  - Pleiospilos simulans (Marloth) N.E.Br.
- Підрід Punctillaria (N.E.Br.) H.E.K.Hartmann & Liede
  - Pleiospilos compactus Schwantes
  - Pleiospilos compactus subsp. compactus Schwantes
  - Pleiospilos compactus subsp. canus (Haw.) H.E.K.Hartmann & Liede
  - Pleiospilos compactus subsp. minor (L.Bolus) H.E.K.Hartmann & Liede
  - Pleiospilos compactus subsp. fergusoniae (L.Bolus) H.E.K.Hartmann & Liede
  - Pleiospilos compactus subsp. sororius (N.E.Br.) H.E.K.Hartmann & Liede
  - Pleiospilos × purpusii Schwantes

## Морфологічні ознаки
Високосукулентні рослини з дуже укороченим стеблом, що з віком утворюють дернини. Складаються з одно-двох, іноді трьох-чотирьох пар товстого листя, що зростається в основі. Листкові пластини, м'ясисті, завдовжки 5-7 см, темно-зеленого кольору, верхня поверхня листків плоска, нижня дуже опукла, верхівка тупа або гострокутна. Листя вкриті безліччю прозорих, темних крапок. Ці крапки є клітинами великих розмірів — так звані ідіобласти. Спочатку вони безбарвні, але з розвитком листка набувають певного кольору, що добре видний крізь епідерміс дорослих рослин. Призначення ідіобластів до кінця не з'ясовано, але припускають, що речовини, що містяться в них, роблять плейоспілоси неїстівними і таким чином захищають рослини від зазіхань тварин. Розміри крапин помітно варіюють всередині роду. Поверхня листя вкрита восковим нальотом, що зменшує випаровування вологи. У деяких видів він настільки розвинений, що відшаровується лусочками. Квітки одиночні, жовті, оранжево-жовті, зрідка білі, до 10 см в діаметрі, в деяких видів дуже запашні. Цвітіння відбувається у серпні-листопаді.

## Поширення та екологія
Всі види роду є ендемічними для Південно-Африканської Республіки.
Ґрунти на місцях зростання піщані для рівнинних місць, кам'янисті для горбистих, або складені з покритих тріщинами гірських сланцевих порід. Ґрунти будь-якого типу залишаються пористими і в період тривалих посух рослини втягуються в них майже по самі верхівки листя.

## Догляд та утримання
Плейоспілоси в своїй більшості більші за інші африканські суперсукуленти, що всі входять до родини аїзових — літопси, конофітуми, аргіродерми, дінтерантуси та інші.
Плейоспілоси потребують світлого місця. Період вегетації припадає на квітень-липень. В цей час полив має бути постійно помірним. У серпні полив скорочують, а з вересня повністю припиняють. Зимівля має бути зовсім суха. Добре переносять зниження температури до 10 °C і пряме сонячне освітлення. Коренева система потужна, посуд повинен бути досить великим. Ґрунтова суміш має складатися з рівних частин листового ґрунту і великозернистого піску з додаванням грудочок глини.
Розмножується переважно насінням.
Плейоспілоси легко піддаються гібридизації на видовому рівні, тому, як в природі, так і в колекціях майже не збереглося рослин, відповідних їх первинним описам.
Придатні для кімнатних колекцій та ландшафтних композицій.